# Đào khỉ
Đào khỉ (danh pháp khoa học: Actinidia rubricaulis) là một loài thực vật có hoa trong họ Dương đào. Loài này được Dunn mô tả khoa học đầu tiên năm 1906.